# Neottiella ithacaensis
Neottiella ithacaensis är en svampart som först beskrevs av Rehm, och fick sitt nu gällande namn av Schweers 1946. Neottiella ithacaensis ingår i släktet Neottiella och familjen Pyronemataceae.   Inga underarter finns listade i Catalogue of Life.